# Lista de presidentes do Iraque

Brasão de armas do Iraque

Esta é uma lista de presidentes do Iraque desde a formação da República do Iraque em 1958. O presidente do Iraque exerce as funções de Chefe de Estado, sendo a chefia de governo e do Poder Executivo exercidas pelo primeiro-ministro do Iraque.
| Nº                                            | Presidente                      | Fotografia                      | Mandato                                      | Partido                         | Eleição                         |
| República do Iraque (1958–1968)               | República do Iraque (1958–1968) | República do Iraque (1958–1968) | República do Iraque (1958–1968)              | República do Iraque (1958–1968) | República do Iraque (1958–1968) |
| --------------------------------------------- | ------------------------------- | ------------------------------- | -------------------------------------------- | ------------------------------- | ------------------------------- |
| 1                                             | Muhammad Najib ar-Ruba'i        |                                 | 14 de julho de 1958 ― 8 de fevereiro de 1963 | nenhum                          | -                               |
| 2                                             | Abdul Salam Arif                |                                 | 8 de fevereiro de 1963 ― 13 de abril de 1966 | União Socialista Árabe          | Revolução Ramadã                |
| ―                                             | Abd al-Rahman al-Bazzaz         |                                 | 13 de abril de 1966 ― 16 de abril de 1966    | União Socialista Árabe          | -                               |
| 3                                             | Abdul Rahman Arif               |                                 | 16 de abril de 1966 ― 17 de julho de 1968    | União Socialista Árabe          | -                               |
| República Iraquiana (1968-2003)               |                                 |                                 |                                              |                                 |                                 |
| 4                                             | Ahmed Hassan al-Bakr            |                                 | 17 de julho de 1968 ― 16 de julho de 1979    | Baath                           | Golpe de 17 de Julho            |
| 5                                             | Saddam Hussein                  |                                 | 16 de julho de 1979 ― 9 de abril de 2003     | Baath                           | 1995 2002                       |
| Autoridade Provisória da Coalizão (2003-2004) |                                 |                                 |                                              |                                 |                                 |
| ―                                             | Jay Garner                      |                                 | 21 de abril de 2003 ― 12 de maio de 2003     | Republicano                     | -                               |
| ―                                             | Paul Bremer                     |                                 | 12 de maio de 2003 ― 28 de junho de 2004     | Republicano                     | -                               |
| República do Iraque (2004-atualidade)         |                                 |                                 |                                              |                                 |                                 |
| ―                                             | Ghazi Mashal Ajil al-Yawer      |                                 | 28 de junho de 2004 ― 7 de abril de 2005     | nenhum                          | 2005                            |
| 6                                             | Jalal Talabani                  |                                 | 7 de abril de 2005 ― 24 de julho de 2014     | União Patriótica                | 2005                            |
| 7                                             | Fuad Masum                      |                                 | 24 de julho de 2014 ― 2 de outubro de 2018   | União Patriótica                | 2014                            |
| 8                                             | Barham Salih                    |                                 | 2 de outubro de 2018 ― 17 de outubro de 2022 | União Patriótica                | 2018                            |
| 9                                             | Abdul Latif Rashid              |                                 | 17 de outubro de 2022 ― atualidade           | União Patriótica                | 2022                            |